# Kitelepítés

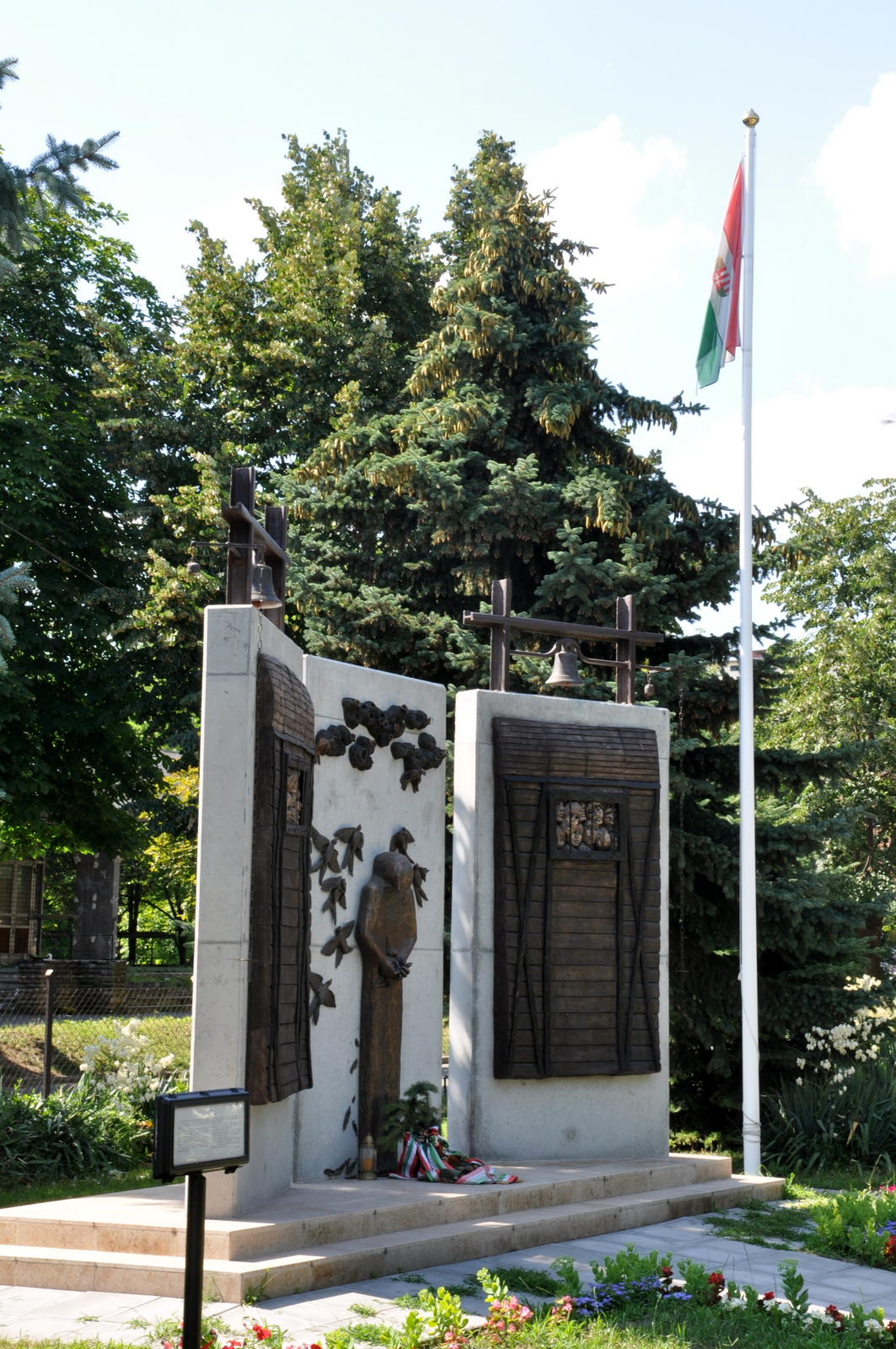
A Budapestről kitelepítettek emlékműve Budafokon, a helyi evangélikus templom kertjében

A kitelepítés olyan tevékenység, melynek során egy állami hatóság egy terület (ház, város, térség) lakosait vagy azoknak egy részét ideiglenesen vagy véglegesen más lakhelyre költözteti, illetve az önként kiköltözött vagy más módon kiköltöztetett lakosokat nem engedi vissza lakhelyükre. A kitelepítés a nemzetközileg is ismert internálás egyik speciális, magyarországi formája.
A kitelepítés, más néven deportálás, nemzetközileg is ismert fogalom. Történelmileg gyakori formája az, amikor háború kitörésekor az ellenséges államok (hadviselésre nem alkalmas) állampolgárait erőszakkal hazatoloncolják, vagyonukat elkobozzák. A hadköteles férfiakat ilyen esetekben hazatoloncolás helyett általában internálják, hogy ne állhassanak be az ellenséges hadseregbe.
A kitelepítés okai lehetnek biztonsági, illetve politikai szempontok.

## Biztonsági kitelepítés
A kitelepítés sokszor a lakosság érdekében történik, és valamilyen közeledő vagy súlyosbodó természeti csapás indokolja (éhínség, aszály, hurrikán, járvány stb.). Ezt valójában inkább (ideiglenes vagy végleges) áttelepítésnek kellene nevezni. Lényege a veszélyben lévő személyek biztonságba helyezése, a veszélyeztetett terület lehetőleg szervezett kiürítésével és az új (ideiglenes vagy végleges) lakhelyek biztosításával.

## Gazdasági-politikai okok miatti kitelepítés
A kitelepítés sokszor politikai, gazdaságpolitikai vagy ideológiai okokból történik, és lényege, hogy a kitelepítettek ártalmára legyen és általában azok ellenére, nem önkéntes alapon valósul meg. A politikai jellegű kitelepítés példái:
- lakosságáttelepítés; egy terület mezőgazdasági művelés alá vonása vagy egyéb haszonelvű cél miatt, akár úgy, hogy a lakosokat lakhelyükről elzavarják (ld. például bekerítési mozgalom), akár úgy, hogy a lakosokat a területre munkát végezni szállítják (ld. még rabszolgaság); illetve zendülés megakadályozása céljából (a kitelepítés utóbbi fajtáját valószínűleg már egyes közép- és dél-amerikai indián birodalmak is alkalmazták).
- telepesek mozgatása: a kisantant szövetség kommunista utódállamai (Románia, Szlovákia, Jugoszlávia) gyakran alkalmazták ezt a módszert a magyar többségű területeken az etnikai homogenitás elősegítésére. Ide tartozik, de „ellentétes irányú” példa az izraeli telepesek Izrael állam általi kitelepítése a palesztin területekről a két etnikum közti béke elősegítése céljából, mely Aríél Sárón nevéhez fűződik;
- lakosságáttelepítés a terület etnikai, vallási vagy egyéb politikai jellemző szerinti egységesítése céljából, ld. még etnikai tisztogatás; ennek legsúlyosabb formája a munkatáborokba és megsemmisítő táborokba telepítés, ezt (például) a náci, illetve a szovjet kommunista diktatúrák alkalmazták etnikai kisebbségek vagy „osztályok” ellen.

Magyarországon a vitatott törvényességű kommunista jogrend a politikai okok miatti kitelepítés következő fajtáit ismerte: "rendőri felügyelet" (szűkebb értelemben vett kitelepítés); deportálás, internálás, "kihágási bűntett".

## Kitelepítések Magyarországon
A huszadik században történtek mind etnikai tisztogatás jellegű kitelepítések (zsidó, ill. német kisebbségek), mind ideológiai-politikai alapú tisztogatások.

### Zsidók kitelepítése
A zsidók első, XX. századi kitelepítése, még helyesebben megsemmisítő helyre szállítása a II. világháború kitöréséhez, azaz Lengyelország német lerohanását követő 1941-es lengyel menekülthullámhoz köthető eseménysorozat.
Ennek a hatására, illetve a Magyarországon gerjesztett belpolitikai hisztériára hivatkozva a magyar állam hivatalos szervei, élén a BM Idegenrendészeti Hivatalával, a rendőrség és a csendőrség háromhetes, csak zsidó vallásúakra kihegyezett, úgynevezett idegenrendészeti razziát szervezett azzal céllal, hogy a magyar állampolgárságukat igazolni nem tudó, bizonytalan illetőségű emigránsokat internálva átadhassák az ukrajnai hadműveleti területen tevékenykedő Einsatzgruppe nevezetű hivatásos kivégző SS alakulatnak, illetve az alárendelt alcsoportjainak. 
Bizonyított tény, hogy az elfogott áldozatok közül is csak zsidókat szemeltek ki, mert a keresztényeket [értsd: a nem zsidókat], mintegy 3000 főt egy balatonboglári gyűjtőtáborban tartották valóban védő-őrizet alatt, mely titkos műveletben id. Antall József BM-államtitkár vitt vezető szerepet. Tudniillik lengyel menekültekről lévén szó, akik a Magyarországgal szövetséges német agresszor elől menekültek Magyarországra.
Viszont és ezzel szemben a razziának elnevezett hajtóvadászat – valódi célját tekintve pogrom – mintegy három hete alatt 18 000 úgymond "bizonytalan illetőségű" zsidó vallású, többségében magyarajkú lengyelországi emigránst fogtak el, akiket a MÁV-tól bérelt marhavagon szerelvényekbe zsúfolva, az ukrajnai Kőrösmező környéki, illetve Kamenyec-Podolszkij katonai közigazgatási területre deportáltak és a szövetségesi együttműködés keretében adták át őket a német halálbrigádoknak, amelyek az áldozatokkal sajátkezűleg megásatott tömegsírokba egyenként lőtték bele a magyarországi (benne az ún. hazatért területek is) országos razzián letartóztatott, mind a tizennyolcezer embert. Közötte sok olyat is, akik és akiknek már a szülei, nagyszülei is már évszázaddal korábban, az I. világháború végéig még magyar illetőséggel rendelkeztek, viszont az Osztrák–Magyar Monarchia bukása, illetve csak a versailles-i békék miatt kerültek úgymond lengyel fennhatóság alá. Így lett belőlük "idegen illetőségű személy", olyanokból kiknek a családjuk is Magyarországon élt, tehát magyarok voltak, és annak is vallották magukat.
A horthysta magyar kormány e szerencsétleneknek – akiket a jobboldali propaganda csak galíciai jöttmenteknek nevez – az ő "exlex helyzetükben" látta meg a lehetőséget egyes (18 000 fő) zsidó származású – korábbi – állampolgárának a végleges likvidálására, vagyis a tőlük való, az "Endlösungot" is jó 3 évvel megelőző megszabadulásra. Tette ezt a Horthy-rendszer egyfajta elegáns, mosom kezeimet gesztussal végrehajtva, az áldozatok vérét a szövetségesének már amúgy is véres kezére kenve ugyanúgy, ahogy 3 év múlva a vidéki zsidóság két és fél hónap alatt "elintézett" bevagonírozásával, amiért utólag ugyancsak a német megszállást okolják.
Mérvadó történészi vélemények szerint a kamenyec-podolszk-i – kőrösmezői – tömeggyilkosság volt a három év múlva "még mintaszerűbb alapossággal", kiváló logisztikával megszervezett, nyíltan rasszista program szerint két és fél hónap alatt végrehajtott, 450 ezer áldozatot követelő magyar holokauszt előjátéka, illetve főpróbája.  
1944. március 19-én a német megszálló csapatokkal Magyarországra érkezett a kb. 200 fős Eichmann-kommandó, hivatalos nevén az RSHA (Birodalmi Biztonsági Főhivatal) IV-B-4 osztálya is. Eichmann „rekordot” akart és a magyar hatóságok közreműködésével tudott is dönteni. Ennek ellenére az ő szerepe elenyésző a magyar szervek és hatóságok, na meg a magyar zsidótörvények ösztönző hatását ismerve. 1944. május 15. és július 9. között, Sztójay Döme miniszterelnöksége alatt 147 vonatszerelvényen 437 ezer embert deportált Auschwitz-Birkenau megsemmisítőtáborába, amiből az következik, hogy itt nem kitelepítésről, hanem megsemmisítésről kell beszélni.Ezen deportálások között jól dokumentált például a szegedi zsidóságé. Májusban a szegedi zsidók számára zárt gettót szerveztek. Május 31-én már az új főispán, az Imrédy Béla vezette Magyar Megújulás Pártjának tagja, Magyary-Kossa Aladár arról tájékoztatta a sajtó képviselőit, hogy megkezdődött a gettó bekerítése, az egyetlen kijárat kivételével valamennyi utcatorkolat lezárása, a gettó szélére eső házak utcai ablakainak fehérre meszelése. A helyi közigazgatás és rendőrség összehangolt intézkedései következtében összesen 3827 embert zsúfoltak a szegedi gettóba és a zsidó házakba. Egy fő számára – az iratok tanúsága szerint – 2,2 m² jutott. 
A szegedi gettóparancsnok Finta Imre csendőr-százados háborús bűnös 1945-ben külföldre szökött. Aztán már a kanadai magyar diaszpóra megbecsült tagjaként évtizedeken át jómódban élte polgári életét menekült társai között. A magyar rendszerváltás után ifj. Antall József miniszterelnök a torontói konzul útján köszöntötte őt a 80. születésnapja alkalmából.
Június 16-án két belügyi államtitkár, Endre László és Baky László szervezésében megkezdődött a zsidók elszállítása gyűjtőtáborokba. A szegedi (a rókusi pályaudvar közelében lévő téglagyár területén elhelyezkedő), vagonírozási központként szolgáló gyűjtőtáborba az alábbi helységekből tervezték összegyűjteni a közel 9000 zsidónak minősített magyar állampolgárt: Szeged, Makó, Kiskunhalas, Hódmezővásárhely, Kecel, Kalocsa, Szentes, Mindszent, Kistelek, Kiskunmajsa, Kiskundorozsma. A táborba szállítandó zsidók személyenként 50 kg súlyú csomagot és legfeljebb 14 napi száraz élelmet vihettek magukkal (értéktárgyakat nem); postát és látogatókat nem fogadhattak. További utasításként hangzott el, hogy a táborba szállítandó zsidókról névjegyzék nem készíthető, hanem szám szerint, nyugta-ellennyugta ellenében adandók át az átkísérő őrszemélyzetnek. 9000 zsidót zsúfoltak össze és tartottak embertelen körülmények között Szegedről és környékéről. Június 25-én, 27-én és 28-án megindultak a deportáló szerelvények. Az első vonat utasait egyenesen Auschwitzba, a második vonat utasainak egy részét és a harmadik vonatot pedig az ausztriai Strasshof felé irányították (részben a Bécs környéki munkaerőigény miatt, részben a cionista vezetők, elsősorban Kasztner Rezső Eichmann-nal való tárgyalásainak eredményeként. Strasshofban és környékén kb. 75%-os volt a túlélők aránya.

### Málenkij robot
Tekintettel az 1941-ben Németország és a szövetségesei – közte Magyarország – által megtámadott Szovjetunió Nagy Honvédő Háborújának több mint húszmilliós emberveszteségére, illetve a szovjet háborús áldozatok munkaerejének részleges pótlása céljából a második világháború végén – 1944 végétől 1945 tavaszáig – több százezer embert vittek el a Szovjetunió munkatáboraiba a 0060. számú parancs értelmében egy kis munka (málenkij robot) ígéretével, mert német származásúak vagy német nevűek voltak. A tervszám teljesítése érdekében válogatás nélkül gyűjtöttek össze munkaképes korú férfiakat és nőket a 2. Ukrán Front és 3. Ukrán Front által megszállt településekről.
Az odavezető úton és a táborok embertelen körülményei, valamint a megerőltető kényszermunka miatt a deportáltak 30-40%-a elpusztult, de vannak olyan települések, ahol az elhurcoltak 60%-a meghalt.

### A „kölcsönös” magyar–szlovák áttelepítések
A hivatalosan „kölcsönös lakosságcserének” deklarált államközi intézkedések során 1946 és 1948 között 73 000 magyar állampolgárságú szlovákot telepítettek át a magyar hatóságok Csehszlovákia szlovák területeire, ugyanakkor onnan közel 100 000 magyar származású, főleg volt ház- és földtulajdonos érkezett Magyarországra. A magyarországi szlovákokat a magyar állam nem kitelepítette, hanem azok mentek csak, akik önként át szándékoztak költözni Szlovákiába, míg Szlovákiában a kitelepítés kényszerrel folyt.

### Németek kitelepítése (1946–48)
A magyarországi németek kitelepítése a második világháború után mintegy 200-220 ezer magyarországi lakost érintett.

### Kitelepítések a Rákosi-korszakban

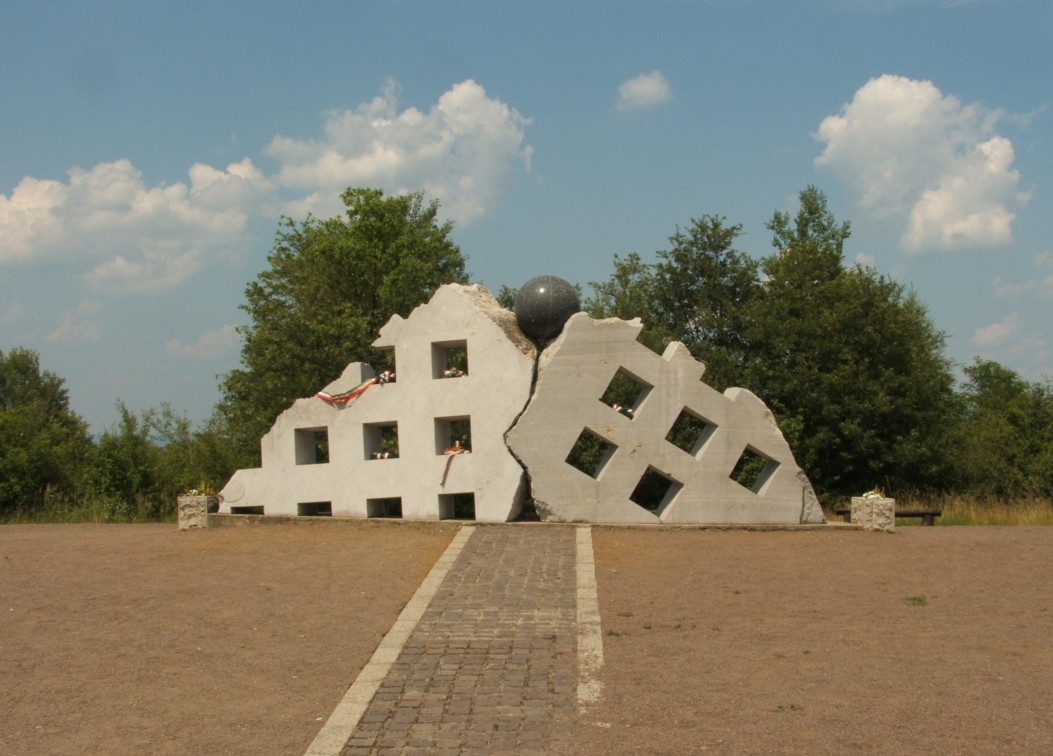
A recski kényszermunkatábor emlékműve

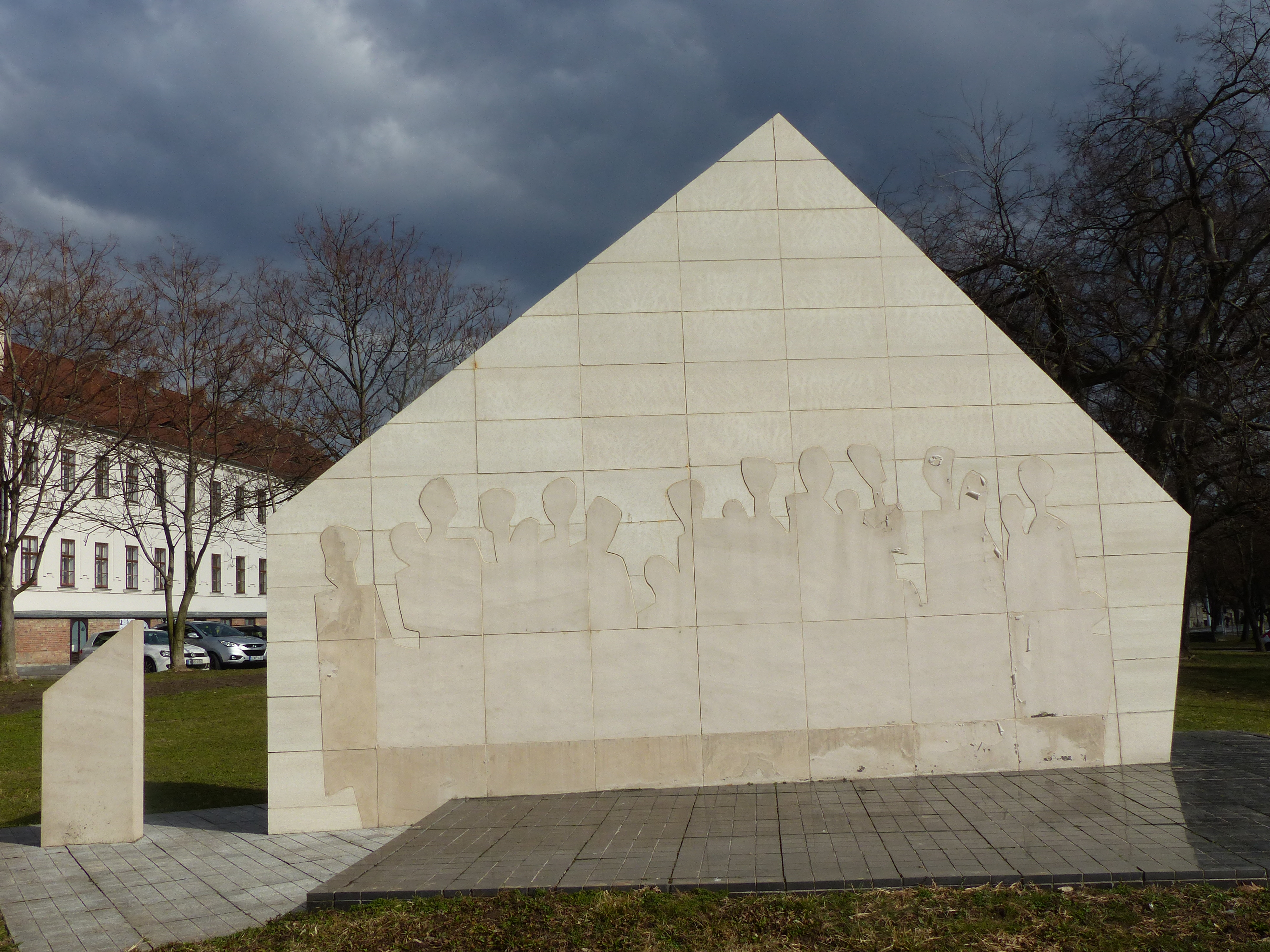
A Hortobágyra hurcoltak emlékműve

A kommunista Rákosi-rendszerben a politikailag veszélyesnek minősített rétegek eltávolításának egyik módja a kitelepítés volt. Ez a lakosok vagyonának elkobzását, azok „kényszerlakhelyre” történő átköltöztetését és általában mezőgazdasági jellegű munkára kényszerítését jelentette. A kitelepítések többségét 1948 és 1953 között hajtották végre. A „kékcédulás” választásokon hatalomra került kormány e tevékenységéhez alapot olyan törvények ill. rendeletek jelentettek, amelyek értelmében akár (az egyébként egyre inkább csak látszatnak számító) bírósági ítélet nélkül is gyakorolhatták a kommunisták a végrehajtó hatalmat. Ezek, a Horthy-rendszerben vagy az előtt született törvények (például az 1912. évi LXII. trv. c.) eredetileg csak háborús, vagy szükségállapotban voltak alkalmazhatók.
A kitelepítések bevallott célja az osztályellenség (például a kulákok, nemesek, a politikai ellenzék és az önállóan gondolkodó européer értelmiség) elleni csapásmérés volt. A kitelepítettek embertelen körülmények között, közművek (fűtés), szakszerű orvosi (bábaaszonyi) ellátás és fizetés nélkül éltek. A leginkább hírhedt a hortobágyi „szociális” táborrendszer és a Mátrában a recski, büntető jellegű kényszermunkatábor volt. Az összes kitelepítés közvetlenül mintegy 100-300 ezer embert érinthetett, közvetetten pedig (azok, akik a hivatalos kitelepítést elkerülendő, például a budai kerületekből, vagy megyeszékhelyek belvárosaiból mindenüket hátrahagyva önként költöztek el elhagyatott falusi házakba) úgy további 550 000-et.
A kitelepítésnek különféle jogi fokozatai, formái és elnevezései voltak. A kommunista hatalom legbelső köreihez tartozó Hegedüs András volt belügyminiszter „az 1945-től elkövetett törvénysértések” három alapfokozatát különböztette meg:
1. a rendőri felügyelet alá helyezés
2. a deportálást (családok áttelepítését a hortobágyi zárt kényszermunkatáborokba), ami elsősorban a jugoszláv határ környékének lakosságát érintette
3. az internálást, a „veszélyes” személyek elhurcolását a recski és hasonló munkatáborokba.

Ezen kívül ismerjük a kitelepítések egyéb formáit is, pl.
1. a munkaszolgálatot, ami a kulákok hadseregbe való besorozását és – mivel „veszélyességük miatt fegyveres szolgálatra alkalmatlannak” minősültek – munkára kényszerítését jelentette.
2. a rabmunkáltatást, ami a börtönökbe juttatott rabok munkáltatását jelentette (így járt például a Szovjetunióból hazatért hadifoglyok egy jelentős része)

Kitelepítési helyszínek a Hortobágyon, illetve közvetlen környékén: Arkus, Borsóstanya, Borzas, Elep, Kócspuszta, Kónyatanya, Kormópuszta, Lenintanya, Mihályhalma, Tedej stb.

### Budapesti kitelepítés
A Rákosi-rendszer 1951. május 21. és július 18. között, társadalmi osztály alapon több mint 5000 családot, legalább 12–14 ezer személyt kitelepített Budapestről.   A kitelepítés jogi alapjaként az 1939. évi II., a honvédelemről szóló törvénycikk, valamint az ennek végrehajtására kiadott 8130/1939 ME sz. rendelet (a kitiltásról és a rendőrhatósági felügyelet vagy őrizet alá helyezésről) valamint a a kitiltás, a ref. és az őrizet részletes szabályairól szóló 760/1939 BM sz. Rendeletre utaltak az erről szóló határozatok.  A kitelepítés valódi indoka az volt, hogy a Magyarország orosz megszállását követően hatalmától megfosztott régi vezető rétegeket Budapest belső területeiről el akarták távolítani. 
A kitelepítettek kifosztásával, tönkretételével sokezer belső budapesti értékes ingatlanhoz jutottak az orosz megszállók illetve magyar kollaboránsaik.  A kitelepítettek egyharmada 1945 előtt a magyar hadsereg katonatiszjeként szolgált (33%), több mint egyötödük (23%) a gazdasági elit tagja (nagykereskedő, bankvezető, üzem-tulajdonos vagy igazgató) volt, mintegy 17 %-uk az orosz megszállás előtti állami tisztviselőként, 6 %-uk rendőrként, ugyanennyien arisztokrataként került fel a kitelepítési listákra. 